# Takatsukasa Masahiro

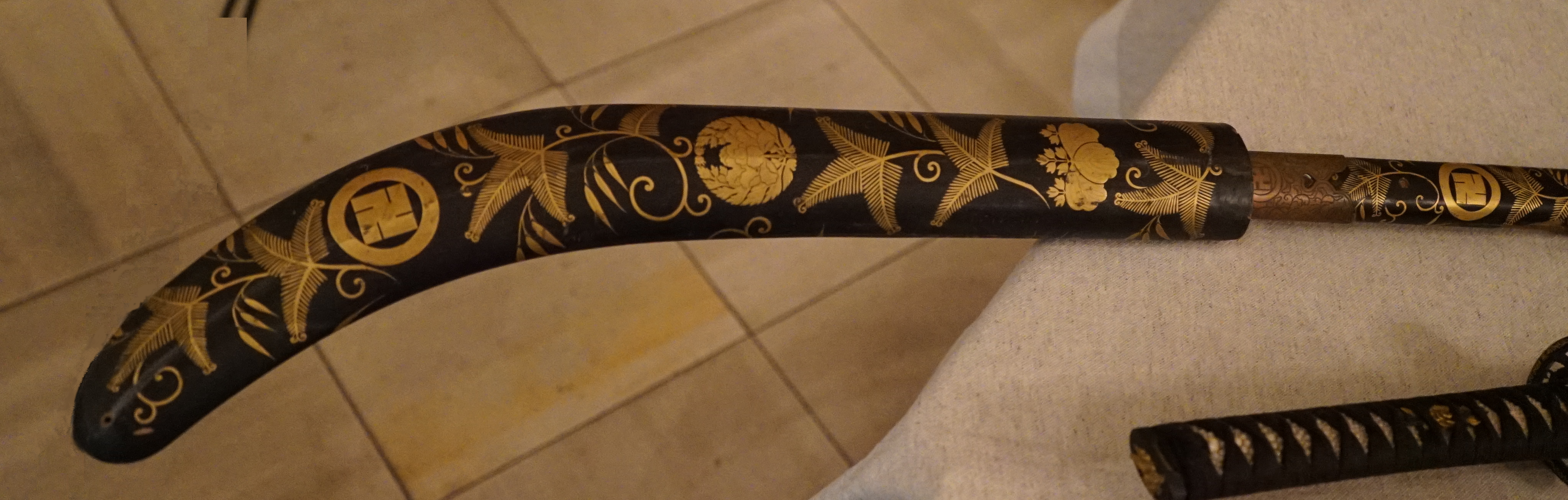
Naginata aux armes des Takatsukasa et des Hachisuka, don pour leur mariage ?

Takatsukasa Masahiro (鷹司 政熙, né le 14 mai 1761, mort le 29 mars 1841) fils du régent Takatsukasa Sukehira, est un noble de cour japonais (kugyō) de l'époque d'Edo (1603-1868). Il exerce la fonction de régent kampaku pour l'empereur Kōkaku de 1795-1814. Son fils Takatsukasa Masamichi est né d'une fille de Hachisuka Shigeyoshi, onzième daimyo du domaine de Tokushima.

## Source de la traduction
- (en) Cet article est partiellement ou en totalité issu de l’article de Wikipédia en anglais intitulé « Takatsukasa Masahiro » (voir la liste des auteurs).